# Phragmites
Phragmites é um género botânico pertencente à família Poaceae. A planta é comumente conhecida pelo nome de caniço-de-água ou simplesmente caniço.

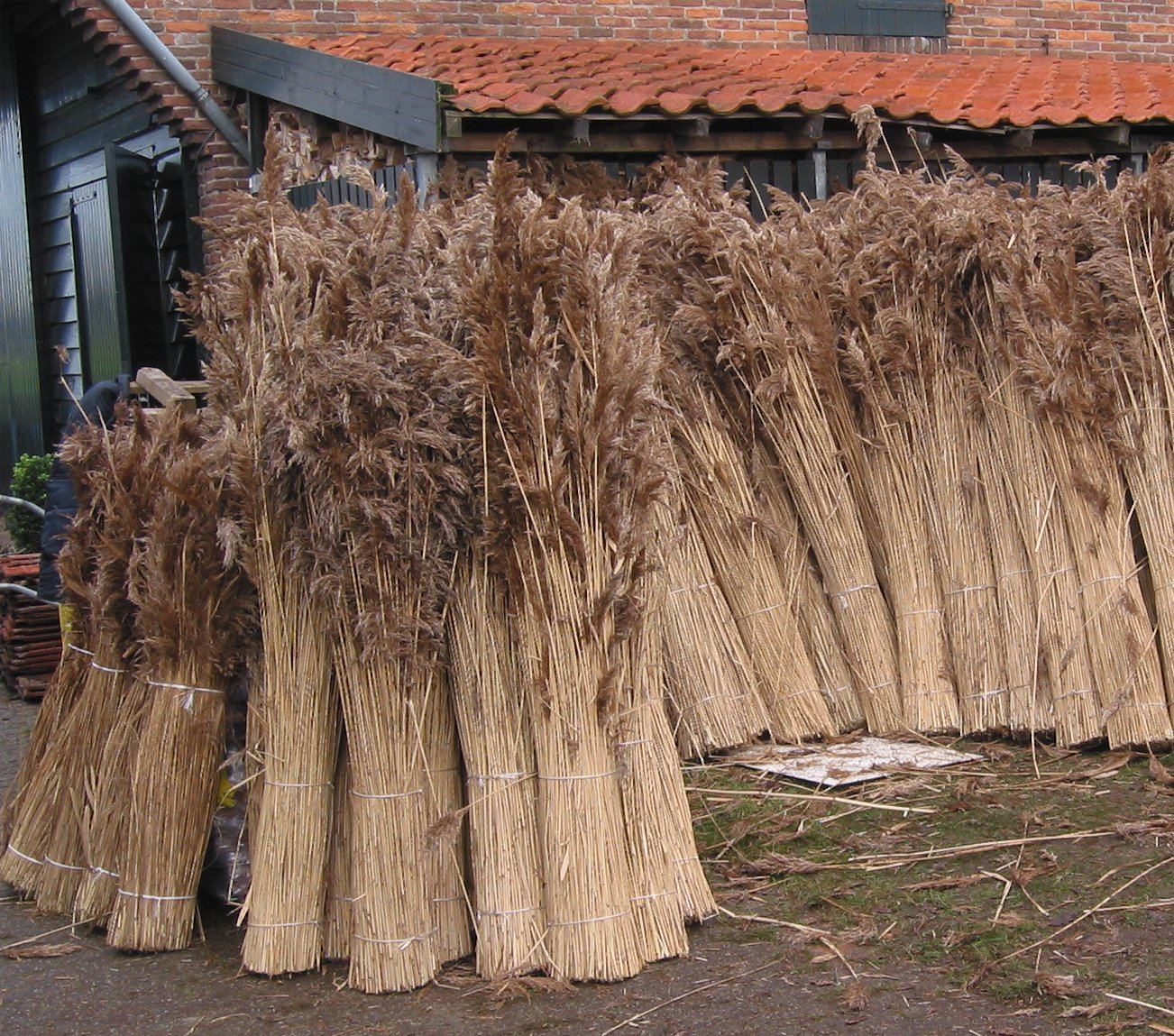
A planta é usada para telhados.